# Donut (figure)
Ne doit pas être confondu avec Burn (figure).
Un donut (ou doughnut) est, dans les sports mécaniques et du drift, un burn dans lequel le pilote d'une automobile ou d'une motocyclette dessine des cercles en forme de donut sur l'asphalte avec la gomme de ses pneumatiques.
Il est généralement réalisé pour célébrer une victoire.